# 포청천 (1993년 드라마)
《포청천》(包青天)은 중화민국의 기업인 개전전파고분유한공사가 중국 송나라 때의 명판관인 포증을 소재로 제작한 텔레비전 드라마이다. 대한민국에서는 MBC를 통해 1994년 9월 18일부터 추석 연휴 기간 4일간 철미안(부마 처형 사건)과 진가장원 (가짜 장원 사건)을 방영하여 흥행에 성공하자 KBS 2TV를 통해 1994년 10월 14일부터 1996년 10월 11일까지 《판관 포청천》이라는 명칭으로 매주 금요일 밤에 인기 방영하였으며, 2000년대 초반에는 iTV에서도 《판관 포청천》을 다시 방영하였는데 KBS판은 원래 금요일 밤 9시 50분에 방송했으나 《코미디 세상만사》신설에 따라 1995년 11월 10일부터 같은 요일 밤 10시 45분으로 늦춰졌다.

## 개요
중국 송나라 인종 때의 유명한 판관인 포청천의 부정부패 직결, 정의를 지키려는 사례를 극화하여, 흥미 있게 묘사한 외화 시리즈로, 공명정대한 사회를 구현하려는 포청천의 행동을 통해 개혁의 시대를 살고 있는 우리에게 올바른 사회상을 제시한다. 포청천이 근무를 한 개봉은 허난성의 지명이며, 중국 송나라의 수도였다.

## 배역
- 포청천 역 : 금초군
- 전조 역 : 하가경
- 공손책 역 : 범홍헌
- 왕조 역 : 고염국
- 마한 역 : 서건우 → 유월적 (중간에 배우가 바뀐 출연자)
- 장용 역 : 양웅
- 조호 역 : 소장생

## 한국판 성우진(KBS)
- 노민 - 포청천(금초군)
- 신성호 - 전조(하가경)
- 김태연 - 공손책(범홍헌)
- 설영범 - 마한(서건우 → 유월적)
- 장승길 - 장용(양웅)

## 방송 시간(KBS판)
1994년 10월 14일 ~ 1995년 11월 3일 : 금요일 21시 50분
1995년 11월 10일 ~ 1996년 10월 11일 : 금요일 22시 45분

## 부제
- 제1 ~ 6화 : 찰미안(부마처형사건)
- 제7 ~ 11화 : 진가장원(가짜장원사건)
- 제12 ~ 18화 : 이묘환태자(내궁비화.살쾡이태자)
- 제19 ~ 21화 : 쌍정기
- 제22 ~ 25화 : 탐음산(천명)
- 제26 ~ 29화 : 홍화기
- 제30 ~ 34화 : 찰방욱(용호상박)
- 제35 ~ 43화 : 찰포면(포문애사)
- 제44 ~ 46화 : 오분기(귀곡성)
- 제47 ~ 51화 : 추낭(추랑연가)
- 제52 ~ 55화 : 찰왕야(황제의사촌)
- 제56 ~ 60화 : 고금원(상사별곡)
- 제61 ~ 69화 : 삼격고(북소리)
- 제70 ~ 74화 : 연생겁(쌍면지겁)
- 제75 ~ 79화 : 보은정(인과응보)
- 제80 ~ 84화 : 진가녀서(다정남녀)
- 제85 ~ 88화 : 자금추
- 제89 ~ 97화 : 천하제일장
- 제98 ~ 102화 : 촌초심(모정만리)
- 제103 ~ 110화 : 도룡기
- 제111 ~ 115화 : 원앙호접몽
- 제116 ~ 121화 : 천륜겁(천륜)
- 제122 ~ 127화 : 공작담(어명혼)
- 제128 ~ 133화 : 진가포공(암행기)
- 제134 ~ 139화 : 정절패방(열녀비가)
- 제140 ~ 144화 : 혈운번전기(혈운비사)
- 제145 ~ 151화 : 생사련(생사인연)
- 제152 ~ 157화 : 심친기(은원천리)
- 제158 ~ 163화 : 답설심매(설매화)
- 제164 ~ 169화 : 청룡주
- 제170 ~ 175화 : 어미인(천녀환생)
- 제176 ~ 180화 : 적청(대장군 적청)
- 제181 ~ 187화 : 효자장락
- 제188 ~ 194화 : 뇌정노(용호풍운.경천풍운)
- 제195 ~ 201화 : 음양판(강호신점)
- 제202 ~ 207화 : 구도본(의혈연풍)
- 제208 ~ 213화 : 보살령(강호무정)
- 제214 ~ 219화 : 화중화
- 제220 ~ 225화 : 방비유희(유령혼)
- 제226 ~ 231화 : 걸개왕손
- 제232 ~ 236화 : 오서료동경(강호오의)

## 등장 소품
- 용작두
- 호작두
- 개작두
- 상황보검
- 자금추
- 어사어패
- 특이 사항 : 방송통신대학교 중어중문학과 김성곤 교수에 의하면, 포청천에서 사형도구로 쓰이는 용작두, 호작두, 개작두는 포청천이 등장하는 희곡에서 등장할 뿐이지, 실제론 쓰였다는 기록이 없다고 한다. 탐관오리들에 대한 중국 인민들의 분노가 큼을 문학에서 정의를 구현하는 시적 정의로써 표현한 것.(김성곤, 《김성곤의 중국한시기행》,376쪽,김영사)

## 노래
- 주제곡 : 〈포청천〉, 작사 : 손의, 작곡 : 양병충, 편곡 : 첨삼웅, 가수 : 호과
- 엔딩곡 : 〈신원앙호접몽〉, 작사 · 작곡 · 가수 : 황안

## 같이 보기
- 《포청천 1974》
- 《포청천 2008》
- 《신 포청천: 칠협오의》
- 《칠협오의 1994》

1. ↑  “KBS 6일부터 일부 프로그램 시간 조정”. 매일경제. 1995년 11월 2일. 2025년 5월 19일에 확인함.